# Михайленко Варвара Нестерівна
Варвара Нестерівна Михайленко (? — ?) — українська радянська діячка, новатор сільськогосподарського виробництва, доярка колгоспу імені Хрущова («Родина») Києво-Святошинського району Київської області. Депутат Верховної Ради УРСР 5-го скликання.

## Біографія
Народилася в селянській родині.
З 1950-х років — доярка колгоспу імені Хрущова (потім — колгоспу імені Леніна; колгоспу «Родина»; радгоспу «Хотівський») села Хотів Києво-Святошинського району Київської області. У 1958 році одержала по 5.630 кілограмів молока від кожної корови.

## Нагороди
- орден Леніна (26.02.1958)
- ордени
- медалі